# Romeu Fossati
Romeu Fossati, nascido em Porto Alegre, capital do estado do Rio Grande do Sul, é um maestro, arranjador, pianista e compositor brasileiro.
Nasceu em família italiana de músicos. Seu pai era multi-instrumentista. Sua irmã Olga foi violinista precoce, pelo que ganhou bolsa de estudos para a Bélgica, para onde a família se mudou e permaneceu durante alguns anos, ele, ainda criança. Seu primo Radamés Gnattali foi também músico e maestro, e os dois trabalharam contemporaneamente no Rio de Janeiro.
Foi maestro e pianista na Rádio Gaúcha e maestro da orquestra da Rádio Farroupilha. No Rio de Janeiro, foi músico e maestro na Rádio Nacional e músico funcionário público na Rádio do Ministério da Educação.
Casou-se em primeiras núpcias com Sueli Barcelos Ferreira de quem enviuvou-se e com quem teve três filhos: Gilberto, Gelsa e Gisele. Casou-se em segundas núpcias em 17/09/1947 com Eda Belmonti, então bailarina a quem ele acompanhava ao piano durante as apresentações e com quem teve um filho, Romeu Fossati Filho, este, residente em São Paulo.